# Fabulae (Fedro)
Le Fabulae (titolo completo Phaedri Augusti liberti Fabulae Aesopiae) di Fedro sono un'opera in latino suddivisa in cinque libri, scritta all'inizio del I secolo d.C.

## Struttura
I cinque libri superstiti delle Fabulae consistono in 102 componimenti, riconosciuti come certamente autentici; altre 32 favole – non comprese nei 5 libri canonici, ma certamente autentiche - sono contenute nella cosiddetta Appendix perottina, tratta nel XV secolo dall'umanista Niccolò Perotti da codici ora perduti. In effetti che la raccolta in nostro possesso sia mutila è evidente anche da indizi interni, come l'eccessiva brevità del secondo e del quinto libro (rispettivamente di 8 e 10 favole).
Esistono, comunque, per ricostruire le favole perdute, tre storiche sillogi di favole in gran parte riconducibili a Fedro:
- le 67 favole del codice leidensis Vossianus, appartenuto ad Ademaro di Chabannes
- le 62 favole contenute nel codice Gudianus Latinus di Wolfenbüttel, del X secolo
- le 83 favole del Romulus, cosiddetto dal nome che il compilatore, che sostiene di essere l'autore delle traduzioni in latino di favole di Esopo, si è dato.

I primi due libri sarebbero stati pubblicati sotto Tiberio e risultano molto aderenti all'esposizione di tipo esopico, laddove gli ultimi tre, più liberi, sono dedicati a personaggi di cui non abbiamo notizie, ma che dovevano essere persone di rilievo nell'ambiente culturale di Romaː Eutico, Particulone e Fileto.

## Analisi

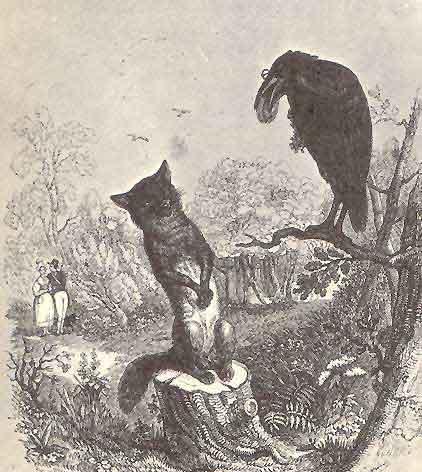
Illustrazione della favola de "La cornacchia e la volpe" a opera di Grandville.

L'autore, nel prologo, dichiara di essersi ispirato per la composizione dell'opera alle storie del greco Esopo, vissuto circa seicento anni prima di lui; ossia vuole che le sue favole siano educative e aperte a tutti, tanto da usare come protagonisti degli animali, proprio come ha fatto Esopo, discostandosene però per la varietas.
Nelle favole, in effetti, figurano i caratteri etici del bene nei panni di agnelli, cani, uccelli e topi; del male e del vizio negli aspetti di gatti, lupi, leoni e rospi; basti pensare a Il lupo e l'agnello, Il lupo e il cane o Il corvo e la volpe, riadattata da quella di Esopo; non mancano tuttavia spunti aneddotici, ricostruibili soprattutto dalle favole della Appendix perottina.
Ciò che accomuna apologhi e aneddoti è, comunque, il fatto che Fedro conclude ogni storia con una morale che deve servire da esempio per chi sbaglia nella favola e nella vita reale. A volte la morale manca, in quanto l'apologo stesso funge da riflessione morale, come nel celebre esempio de Le due bisacce, anch'essa ripresa da Esopo:
(Fedro - Fabulae, IV, 10)
Altra caratteristica della favola fedriana è la brevitas:
(F. Solinas, Note a Fedro, Favole, in La favola antica, Milano, Mondadori, 2007, p. 623.)